# Korotja
Korotja (russisk: Коро́ча) er en by i Belgorod oblast i den europæiske del af Den Russiske Føderation.
Korotja ligger ved floden Korotja, en biflod til floden Donets. Byen blev grundlagt i 1637 . Den har et areal på 5 km2
og et indbyggertal på 5.623 (2021) indbyggere. Korotja er hovedby i Korotja rajon.